# Клубный чемпионат Германии по теннису среди женщин 2011

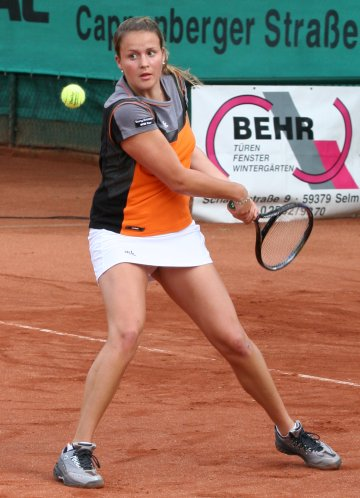
Татьяна Малек (на фото), в паре со словачкой Жанеттой Гусаровой, приносит клубу из Радольфцелля решающее очко в споре за титул победителя турнира.

Клубный чемпионат Германии по теннису среди женщин 2011 года (оно же — 1-я немецкая Бундеслига по теннису среди женщин) — традиционный показательный теннисный турнир, проводящийся по ходу года в Германии. Соревнование проводится по круговой схеме: каждая команда состоит из профессиональных теннисисток, а каждая матчевая встреча — из шести одиночных матчей и трёх парных. Турнир стартовал 13 мая и завершился 10 июня.

## Заявочный лист
| Команда                  |                      |
| ------------------------ | -------------------- |
| TC 1899 Blau Weiß Berlin | (недоступная ссылка) |
| TC Karlsruhe Rüppurr     | (недоступная ссылка) |
| TC Rot-Weiß Wahlstedt    |                      |
| TC WattExtra Bocholt     | (недоступная ссылка) |
| TC ZWS Moers 08          | (недоступная ссылка) |
| TEC Waldau Stuttgart     | (недоступная ссылка) |
| Vacono TC Radolfzell     | (недоступная ссылка) |

## Результаты по игровым дням

### 1-й день (13 мая2011)
|                 |    | TC ZWS Moers 08                      | Vacono TC Radolfzell              | Счёт            | Итог      |
| --------------- | -- | ------------------------------------ | --------------------------------- | --------------- | --------- |
| Одиночные матчи | 1. | Лаура Поус-Тио                       | Анжелика Кербер                   | 6:4 6:2         | 1-0       |
| Одиночные матчи | 2. | Патриция Майр-Ахлайтнер              | Сибиль Баммер                     | 6:7(5) 4:6      | 1-1       |
| Одиночные матчи | 3. | Ева Бирнерова                        | Эдина Галловиц-Холл               | 6:7(5) 5:7      | 1-2       |
| Одиночные матчи | 4. | Михаэла Гончова                      | Зузана Кучова                     | 2:6 1:6         | 1-3       |
| Одиночные матчи | 5. | Ан-Софи Местах                       | Катрин Вёрле                      | 7:5 4:6 0:1(3)  | 1-4       |
| Одиночные матчи | 6. | Юлия Бабилон                         | Татьяна Малек                     | 7:5 1:6 1:0(12) | 2-4       |
| Парные матчи    | 1. | Лаура Поус-Тио Ан-Софи Местах        | Эдина Галловиц-Холл Зузана Кучова | 3:6 6:2 0:1(8)  | 2-5 (0-1) |
| Парные матчи    | 2. | Патриция Майр-Ахлайтнер Юлия Бабилон | Анжелика Кербер Ленка Тварошкова  | 1:6 5:7         | 2-6 (0-2) |
| Парные матчи    | 3. | Ева Бирнерова Станислава Грозенска   | Катрин Вёрле Татьяна Малек        | 6:7(3) 3:6      | 2-7 (0-3) |

|                 |    | TEC Waldau Stuttgart                | TC 1899 Blau Weiß Berlin            | Счёт                 | Итог      |
| --------------- | -- | ----------------------------------- | ----------------------------------- | -------------------- | --------- |
| Одиночные матчи | 1. | Юханна Ларссон                      | Нина Братчикова                     | 6:3 6:4              | 1-0       |
| Одиночные матчи | 2. | Кристина Барруа                     | Агнеш Сатмари                       | 6:1 6:0              | 2-0       |
| Одиночные матчи | 3. | Ирина-Камелия Бегу                  | Маргит Рюйтель                      | 6:1 6:0              | 3-0       |
| Одиночные матчи | 4. | Ивонн Мойсбургер                    | Иоанна Сакович-Костецка             | 6:1 6:0              | 4-0       |
| Одиночные матчи | 5. | Корина Перкович                     | Клаудиа Янс                         | 6:2 6:7(3) 1:0(10)   | 5-0       |
| Одиночные матчи | 6. | Лина Станчюте                       | Зина Шрайбер                        | 6:1 6:1              | 6-0       |
| Парные матчи    | 1. | Юханна Ларссон Кристина Барруа      | Агнеш Сатмари Магит Рюйтель         | 6:3 6:3              | 7-0 (1-0) |
| Парные матчи    | 2. | Ирина-Камелия Бегу Ивонн Мойсбургер | Нина Братчикова Зина Шрайбер        | 6:2 6:3              | 8-0 (2-0) |
| Парные матчи    | 3. | Кирстен Флипкенс Ясмин Вёр          | Йоанна Сакович-Костецка Клаудиа Янс | 7:6(7) 6:7(0) 1:0(7) | 9-0 (3-0) |

|                 |    | TC Karlsruhe Rüppurr               | TC Rot-Weiß Wahlstedt          | Счёт              | Итог      |
| --------------- | -- | ---------------------------------- | ------------------------------ | ----------------- | --------- |
| Одиночные матчи | 1. | Штефани Фёгеле                     | Симона Халеп                   | 1:6 4:6           | 0-1       |
| Одиночные матчи | 2. | Мэнди Минелла                      | Мона Бартель                   | 6:4 6:7(5) 0:1(9) | 0-2       |
| Одиночные матчи | 3. | Юлия Шруфф                         | Елена Богдан                   | 6:7(0) 1:6        | 0-3       |
| Одиночные матчи | 4. | Мелани Клаффнер                    | Анна Шефер                     | 6:2 3:6 0:1(2)    | 0-4       |
| Одиночные матчи | 5. | Скарлетт Вернер                    | Сандра Мартинович              | 6:3 6:3           | 1-4       |
| Одиночные матчи | 6. | Штефани Герляйн                    | Лидия Штайнбах                 | 6:1 4:6 1:0(8)    | 2-4       |
| Парные матчи    | 1. | Штефани Фёгеле Владимира Углиржова | Симона Халеп Сандра Мартинович | 6:2 6:1           | 3-4 (1-0) |
| Парные матчи    | 2. | Мэнди Минелла Штефани Герляйн      | Елена Богдан Анна Шефер        | 3:6 4:6           | 3-5 (1-1) |
| Парные матчи    | 3. | Юлия Шруфф Скарлетт Вернер         | Мона Бартель Лидия Штайнбах    | 4:6 6:7(5)        | 3-6 (1-2) |

### 2-й день (15 мая2011)
|                 |    | TEC Waldau Stuttgart                | TC Rot-Weiß Wahlstedt           | Счёт           | Итог      |
| --------------- | -- | ----------------------------------- | ------------------------------- | -------------- | --------- |
| Одиночные матчи | 1. | Юханна Ларссон                      | Мона Бартель                    | 5:7 6:3 0:1(4) | 0-1       |
| Одиночные матчи | 2. | Ирина-Камелия Бегу                  | Елена Богдан                    | 6:4 6:2        | 1-1       |
| Одиночные матчи | 3. | Кирстен Флипкенс                    | Александра Каданцу              | 3:6 7:5 1:0(9) | 2-1       |
| Одиночные матчи | 4. | Ивонн Мойсбургер                    | Анна Шефер                      | 6:4 6:3        | 3-1       |
| Одиночные матчи | 5. | Корина Перкович                     | Сандра Мартинович               | 6:3 6:3        | 4-1       |
| Одиночные матчи | 6. | Лина Станчюте                       | Лидия Штайнбах                  | 6:3 6:4        | 5-1       |
| Парные матчи    | 1. | Ирина-Камелия Бегу Ивонн Мойсбургер | Елена Богдан Александра Каданцу | 7:6(4) 6:4     | 6-1 (1-0) |
| Парные матчи    | 2. | Юханна Ларссон Лина Станчюте        | Мона Бартель Лидия Штайнбах     | 6:3 5:7 0:1(5) | 6-2 (1-1) |
| Парные матчи    | 3. | Кирстен Флипкенс Ясмин Вёр          | Анна Шефер Сандра Мартинович    | 6:1 7:6(2)     | 7-2 (2-1) |

|                 |    | TC Karlsruhe Rüppurr                | TC 1899 Blau Weiß Berlin     | Счёт               | Итог      |
| --------------- | -- | ----------------------------------- | ---------------------------- | ------------------ | --------- |
| Одиночные матчи | 1. | Штефани Фёгеле                      | Нина Братчикова              | 3:6 2:6            | 0-1       |
| Одиночные матчи | 2. | Мэнди Минелла                       | Агнеш Сатмари                | 6:4 6:2            | 1-1       |
| Одиночные матчи | 3. | Маша Зец-Пешкирич                   | Квета Пешке                  | 6:1 6:7(3) 1:0(11) | 2-1       |
| Одиночные матчи | 4. | Юлия Шруфф                          | Клаудиа Янс                  | 6:7(8) 6:3 0:1(9)  | 2-2       |
| Одиночные матчи | 5. | Скарлетт Вернер                     | Вивьен Вебер                 | 7:5 6:1            | 3-2       |
| Одиночные матчи | 6. | Штефани Герляйн                     | Зина Шрайбер                 | 6:4 6:3            | 4-2       |
| Парные матчи    | 1. | Штефани Фёгеле Мэнди Минелла        | Агнеш Сатмари Маргит Рюйтель | 6:1 6:0            | 5-2 (1-0) |
| Парные матчи    | 2. | Штефани Герляйн Магда Михалаке      | Нина Братчикова Зина Шрайбер | 1:6 1:6            | 5-3 (1-1) |
| Парные матчи    | 3. | Скарлетт Вернер Владимира Углиржова | Квета Пешке Вивьен Вебер     | 4:6 6:3 0:1(8)     | 5-4 (1-2) |

|                 |    | TC WattExtra Bocholt             | TC ZWS Moers 08                      | Счёт           | Итог      |
| --------------- | -- | -------------------------------- | ------------------------------------ | -------------- | --------- |
| Одиночные матчи | 1. | Клара Закопалова                 | Лаура Поус-Тио                       | 6:4 6:2        | 1-0       |
| Одиночные матчи | 2. | Ализе Корне                      | Патриция Майр-Ахлайтнер              | 3:6 6:7(1)     | 1-1       |
| Одиночные матчи | 3. | Рената Ворачова                  | Ева Бирнерова                        | 5:7 4:6        | 1-2       |
| Одиночные матчи | 4. | Екатерина Иванова                | Михаэла Гончова                      | 3:6 6:1 1:0(7) | 2-2       |
| Одиночные матчи | 5. | Кики Бертенс                     | Юлия Бабилон                         | 6:3 7:5        | 3-2       |
| Одиночные матчи | 6. | Юстина Оцга                      | Станислава Грозенска                 | 4:6 6:2 1:0(4) | 4-2       |
| Парные матчи    | 1. | Клара Закопалова Рената Ворачова | Лаура Поус-Тио Ева Бирнерова         | 7:5 1:6 1:0(5) | 5-2 (1-0) |
| Парные матчи    | 2. | Ализе Корне Екатерина Иванова    | Патриция Майр-Ахлайтнер Юлия Бабилон | 6:0 0:6 1:0(5) | 6-2 (2-0) |
| Парные матчи    | 3. | Кики Бертенс Николь Тейссен      | Михаэла Гончова Станислава Грозенска | 6:4 6:2        | 7-2 (3-0) |

### 3-й день (29 мая2011)
|                 |    | TC Rot-Weiß Wahlstedt             | TC WattExtra Bocholt                       | Счёт           | Итог      |
| --------------- | -- | --------------------------------- | ------------------------------------------ | -------------- | --------- |
| Одиночные матчи | 1. | Мона Бартель                      | Клара Закопалова                           | 6:7(4) 5:7     | 0-1       |
| Одиночные матчи | 2. | Анна Шефер                        | Аранча Парра-Сантонха                      | 6:1 5:7 0:1(0) | 0-2       |
| Одиночные матчи | 3. | Андрея-Кристина Миту              | Рената Ворачова                            | 1:6 2:6        | 0-3       |
| Одиночные матчи | 4. | Сандра Мартинович                 | Екатерина Иванова                          | 4:6 1:6        | 0-4       |
| Одиночные матчи | 5. | Лидия Штайнбах                    | Анна-Лена Грёнефельд                       | 3:6 2:6        | 0-5       |
| Одиночные матчи | 6. | Амели Интерт                      | Юстина Оцга                                | 0:6 1:6        | 0-6       |
| Парные матчи    | 1. | Анна Шефер Сандра Мартинович      | Аранча Парра-Сантонха Анна-Лена Грёнефельд | 2:6 0:6        | 0-7 (0-1) |
| Парные матчи    | 2. | Мона Бартель Лидия Штайнбах       | Екатерина Иванова Юстина Оцга              | 6:2 6:0        | 1-7 (1-1) |
| Парные матчи    | 3. | Андрея-Кристина Миту Амели Интерт | Ванесса Хенке Аманда Хопманс               | 4:6 4:6        | 1-8 (1-2) |

|                 |    | TC 1899 Blau Weiß Berlin     | Vacono TC Radolfzell              | Счёт           | Итог      |
| --------------- | -- | ---------------------------- | --------------------------------- | -------------- | --------- |
| Одиночные матчи | 1. | Агнеш Сатмари                | Анжелика Кербер                   | 1:6 0:6        | 0-1       |
| Одиночные матчи | 2. | Маргит Рюйтель               | Сибиль Баммер                     | 1:6 3:6        | 0-2       |
| Одиночные матчи | 3. | Клаудиа Янс                  | Эдина Галловиц-Холл               | 5:7 2:6        | 0-3       |
| Одиночные матчи | 4. | Вивьен Вебер                 | Зузана Кучова                     | 3:6 2:6        | 0-4       |
| Одиночные матчи | 5. | Зина Шрайбер                 | Катрин Вёрле                      | 2:6 6:3 0:1(7) | 0-5       |
| Одиночные матчи | 6. | Саския Кохихаас              | Татьяна Малек                     | 1:6 2:6        | 0-6       |
| Парные матчи    | 1. | Агнеш Сатмари Маргит Рюйтель | Анжелика Кербер Юлия Бейгельзимер | 0:6 1:6        | 0-7 (0-1) |
| Парные матчи    | 2. | Клаудиа Янс Зина Шрайбер     | Эдина Галловиц-Холл Зузана Кучова | 5:7 3:6        | 0-8 (0-2) |
| Парные матчи    | 3. | Вивьен Вебер Саския Кохихаас | Сибиль Баммер Татьяна Малек       | 3:6 0:6        | 0-9 (0-3) |

|                 |    | TC ZWS Moers 08                      | TEC Waldau Stuttgart              | Счёт              | Итог      |
| --------------- | -- | ------------------------------------ | --------------------------------- | ----------------- | --------- |
| Одиночные матчи | 1. | Лаура Поус-Тио                       | Юханна Ларссон                    | 6:4 7:5           | 1-0       |
| Одиночные матчи | 2. | Патриция Майр-Ахлайтнер              | Кристина Барруа                   | 6:4 4:6 1:0(5)    | 2-0       |
| Одиночные матчи | 3. | Ева Бирнерова                        | Ирина-Камелия Бегу                | 2:6 2:6           | 2-1       |
| Одиночные матчи | 4. | Тимея Бабош                          | Кирстен Флипкенс                  | 6:7(5) 6:2 0:1(8) | 2-2       |
| Одиночные матчи | 5. | Михаэла Гончова                      | Корина Перкович                   | 7:6(4) 6:2        | 3-2       |
| Одиночные матчи | 6. | Юлия Бабилон                         | Лина Станчюте                     | 6:3 6:1           | 4-2       |
| Парные матчи    | 1. | Лаура Поус-Тио Ева Бирнерова         | Юханна Ларссон Ирина-Камелия Бегу | 6:4 6:1           | 5-2 (1-0) |
| Парные матчи    | 2. | Юлия Бабилон Патриция Майр-Ахлайтнер | Кристина Барруа Корина Перкович   | 6:4 6:2           | 6-2 (2-0) |
| Парные матчи    | 3. | Тимея Бабош Станислава Грозенска     | Кирстен Флипкенс Ясмин Вёр        | 5:7 7:5 0:1(5)    | 6-3 (2-1) |

### 4-й день (2 июня2011)
|                 |    | TC ZWS Moers 08                      | TC Rot-Weiß Wahlstedt               | Счёт            | Итог      |
| --------------- | -- | ------------------------------------ | ----------------------------------- | --------------- | --------- |
| Одиночные матчи | 1. | Лаура Поус-Тио                       | Елена Богдан                        | 7:5 7:5         | 1-0       |
| Одиночные матчи | 2. | Патриция Майр-Ахлайтнер              | Александра Каданцу                  | 3:6 6:2 0:1(7)  | 1-1       |
| Одиночные матчи | 3. | Ева Бирнерова                        | Анна Шефер                          | 4:6 6:4 1:0(11) | 2-1       |
| Одиночные матчи | 4. | Оливия Санчес                        | Андрея-Кристина Мицу                | 6:3 3:6 0:1(9)  | 2-2       |
| Одиночные матчи | 5. | Тимея Бабош                          | Сандра Мартинович                   | 6:3 6:2         | 3-2       |
| Одиночные матчи | 6. | Юлия Бабилон                         | Лидия Штайнбах                      | 2:6 4:6         | 3-3       |
| Парные матчи    | 1. | Лаура Поус-Тио Ева Бирнерова         | Елена Богдан Александра Каданцу     | 3:6 7:5 0:1(9)  | 3-4 (0-1) |
| Парные матчи    | 2. | Патриция Майр-Ахлайтнер Юлия Бабилон | Анна Шефер Сандра Мартинович        | 6:4 6:2         | 4-4 (1-1) |
| Парные матчи    | 3. | Тимея Бабош Станислава Грозенска     | Андрея-Кристина Миту Лидия Штайнбах | 7:6(4) 6:3      | 5-4 (2-1) |

|                 |    | TEC Waldau Stuttgart             | TC WattExtra Bocholt                        | Счёт              | Итог      |
| --------------- | -- | -------------------------------- | ------------------------------------------- | ----------------- | --------- |
| Одиночные матчи | 1. | Юханна Ларссон                   | Клара Закопалова                            | 1:6 0:6           | 0-1       |
| Одиночные матчи | 2. | Ирина-Камелия Бегу               | Барбора Заглавова-Стрыцова                  | 7:5 6:0           | 1-1       |
| Одиночные матчи | 3. | Кирстен Флипкенс                 | Аранча Парра-Сантонха                       | 2:6 4:6           | 1-2       |
| Одиночные матчи | 4. | Ивонн Мойсбургер                 | Анастасия Екимова                           | 6:1 6:2           | 2-2       |
| Одиночные матчи | 5. | Корина Перкович                  | Анна-Лена Грёнефельд                        | 5:7 7:6(6) 0:1(8) | 2-3       |
| Одиночные матчи | 6. | Лина Станчюте                    | Юстина Оцга                                 | 6:4 2:6 1:0(5)    | 3-3       |
| Парные матчи    | 1. | Юханна Ларссон Ивонн Мойсбургер  | Клара Закопалова Барбора Заглавова-Стрыцова | 2:6 2:6           | 3-4 (0-1) |
| Парные матчи    | 2. | Ирина-Камелия Бегу Лина Станчюте | Аранча Парра-Сантонха Анна-Лена Грёнефельд  | 2:6 3:6           | 3-5 (0-2) |
| Парные матчи    | 3. | Кирстен Флипкенс Ясмин Вёр       | Анастасия Екимова Юстина Оцга               | 6:4 6:1           | 4-5 (1-2) |

|                 |    | Vacono TC Radolfzell                 | TC Karlsruhe Rüppurr           | Счёт    | Итог      |
| --------------- | -- | ------------------------------------ | ------------------------------ | ------- | --------- |
| Одиночные матчи | 1. | Анжелика Кербер                      | Юлия Шруфф                     | 6:2 6:2 | 1-0       |
| Одиночные матчи | 2. | Сибиль Баммер                        | Скарлетт Вернер                | 6:3 6:3 | 2-0       |
| Одиночные матчи | 3. | Эдина Галловиц-Холл                  | Штефани Герляйн                | 6:1 6:2 | 3-0       |
| Одиночные матчи | 4. | Зузана Кучова                        | Магда Михалаке                 | 6:2 6:3 | 4-0       |
| Одиночные матчи | 5. | Катрин Вёрле                         | Ребекка Фалтус                 | 6:0 6:0 | 5-0       |
| Одиночные матчи | 6. | Татьяна Малек                        | Беттина Ротфус                 | 6:0 6:0 | 6-0       |
| Парные матчи    | 1. | Анжелика Кербер Юлия Бейгельзимер    | Юлия Шруфф Скарлетт Вернер     | 6:3 6:0 | 7-0 (1-0) |
| Парные матчи    | 2. | Эдина Галловиц-Холл Марта Домаховска | Штефани Герляйн Магда Михалаке | 6:0 6:4 | 8-0 (2-0) |
| Парные матчи    | 3. | Татьяна Малек Жанетта Гусарова       | Ребекка Фалтус Беттина Ротфус  | 6:1 6:0 | 9-0 (3-0) |

### 5-й день (4 июня2011)
|                 |    | TC Rot-Weiß Wahlstedt                   | Vacono TC Radolfzell                 | Счёт                 | Итог      |
| --------------- | -- | --------------------------------------- | ------------------------------------ | -------------------- | --------- |
| Одиночные матчи | 1. | Александра Каданцу                      | Анжелика Кербер                      | 6:1 5:7 0:1(11)      | 0-1       |
| Одиночные матчи | 2. | Анна Шефер                              | Сибиль Баммер                        | 6:7(4) 3:6           | 0-2       |
| Одиночные матчи | 3. | Андрея-Кристина Миту                    | Эдина Галловиц-Холл                  | 6:2 6:4              | 1-2       |
| Одиночные матчи | 4. | Сандра Мартинович                       | Зузана Кучова                        | 0:6 4:6              | 1-3       |
| Одиночные матчи | 5. | Лидия Штайнбах                          | Катрин Вёрле                         | 6:7(0) 7:6(0) 1:0(5) | 2-3       |
| Одиночные матчи | 6. | Луиз Интерт                             | Татьяна Малек                        | 1:6 0:6              | 2-4       |
| Парные матчи    | 1. | Александра Каданцу Андрея-Кристина Миту | Анжелика Кербер Юлия Бейгельзимер    | 1:6 1:6              | 2-5 (0-1) |
| Парные матчи    | 2. | Анна Шефер Юлия Паэтов                  | Эдина Галловиц-Холл Марта Домаховска | 1:6 2:6              | 2-6 (0-2) |
| Парные матчи    | 3. | Сандра Мартинович Лидия Штайнбах        | Татьяна Малек Жанетта Гусарова       | 3:6 4:6              | 2-7 (0-3) |

|                 |    | TC WattExtra Bocholt                        | TC Karlsruhe Rüppurr           | Счёт           | Итог      |
| --------------- | -- | ------------------------------------------- | ------------------------------ | -------------- | --------- |
| Одиночные матчи | 1. | Клара Закопалова                            | Юлия Шруфф                     | 7:5 6:3        | 1-0       |
| Одиночные матчи | 2. | Барбора Заглавова-Стрыцова                  | Мелани Клаффнер                | 6:2 6:3        | 2-0       |
| Одиночные матчи | 3. | Анна-Лена Грёнефельд                        | Штефани Герляйн                | 6:2 5:7 0:1(8) | 2-1       |
| Одиночные матчи | 4. | Юстина Оцга                                 | Магда Михалаке                 | 7:5 4:6 0:1(7) | 2-2       |
| Одиночные матчи | 5. | Ванесса Хенке                               | Ребекка Фалтус                 | 6:0 6:0        | 3-2       |
| Одиночные матчи | 6. | Аманда Хопманс                              | Беттина Хотфус                 | 6:0 6:0        | 4-2       |
| Парные матчи    | 1. | Клара Закопалова Барбора Заглавова-Стрыцова | Юлия Шруфф Беттина Ротфус      | 6:0 6:2        | 5-2 (1-0) |
| Парные матчи    | 2. | Анна-Лена Грёнефельд Ванесса Хенке          | Мелани Клаффнер Ребекка Фалтус | 6:0 6:1        | 6-2 (2-0) |
| Парные матчи    | 3. | Аманда Хопманс Николь Тейссен               | Штефани Герляйн Магда Михалаке | 6:4 5:7 1:0(5) | 7-2 (3-0) |

|                 |    | TC 1899 Blau Weiß Berlin     | TC ZWS Moers 08                      | Счёт              | Итог      |
| --------------- | -- | ---------------------------- | ------------------------------------ | ----------------- | --------- |
| Одиночные матчи | 1. | Елица Костова                | Лаура Поус-Тио                       | 7:5 6:3           | 1-0       |
| Одиночные матчи | 2. | Агнеш Сатмари                | Патриция Майр-Ахлайтнер              | 0:6 0:6           | 1-1       |
| Одиночные матчи | 3. | Маргит Рюйтель               | Ева Бирнерова                        | 1:6 1:6           | 1-2       |
| Одиночные матчи | 4. | Квета Пешке                  | Оливия Санчес                        | 7:6(2) 4:6 1:0(7) | 2-2       |
| Одиночные матчи | 5. | Вивьен Вебер                 | Тимея Бабош                          | 3:6 4:6           | 2-3       |
| Одиночные матчи | 6. | Зина Шрайбер                 | Юлия Бабилон                         | 6:2 6:0           | 3-3       |
| Парные матчи    | 1. | Агнеш Сатмари Маргит Рюйтель | Лаура Поус-Тио Ева Бирнерова         | 2:6 3:6           | 3-4 (0-1) |
| Парные матчи    | 2. | Елица Костова Зина Шрайбер   | Патриция Майр-Ахлайтнер Юлия Бабилон | 6:4 6:2           | 4-4 (1-1) |
| Парные матчи    | 3. | Квета Пешке Вивьен Вебер     | Тимея Бабош Станислава Грозенска     | 6:4 6:4           | 5-4 (2-1) |

### 6-й день (8 июня2011)
|                 |    | TC Karlsruhe Rüppurr              | TC ZWS Moers 08                     | Счёт                 | Итог      |
| --------------- | -- | --------------------------------- | ----------------------------------- | -------------------- | --------- |
| Одиночные матчи | 1. | Луция Градецкая                   | Екатерина Бычкова                   | 6:7(4) 7:6(5) 0:1(6) | 0-1       |
| Одиночные матчи | 2. | Штефани Фёгеле                    | Михаэла Гончова                     | 3:6 1:6              | 0-2       |
| Одиночные матчи | 3. | Мелани Клаффнер                   | Юлия Бабилон                        | 1:6 6:4 1:0(5)       | 1-2       |
| Одиночные матчи | 4. | Скарлетт Вернер                   | Станислава Грозенска                | 6:4 6:2              | 2-2       |
| Одиночные матчи | 5. | Штефани Герляйн                   | Анна Мария Леверс                   | 6:2 1:6 0:1(5)       | 2-3       |
| Одиночные матчи | 6. | Магда Михалаке                    | Антония Лоттнер                     | 5:7 2:6              | 2-4       |
| Парные матчи    | 1. | Луция Градецкая Маша Зец-Пешкирич | Екатерина Бычкова Михаэла Гончова   | 1:6 3:6              | 2-5 (0-1) |
| Парные матчи    | 2. | Штефани Герляйн Скарлетт Вернер   | Станислава Грозенска Михель Герардс | 6:3 6:0              | 3-5 (1-1) |
| Парные матчи    | 3. | Мелани Клаффнер Штефани Герляйн   | Анна Мария Леверс Антония Лоттнер   | 3:6 7:5 0:1(7)       | 3-6 (1-2) |

|                 |    | TC 1899 Blau Weiß Berlin              | TC WattExtra Bocholt                 | Счёт            | Итог      |
| --------------- | -- | ------------------------------------- | ------------------------------------ | --------------- | --------- |
| Одиночные матчи | 1. | Нина Братчикова                       | Ализе Корне                          | 4:6 6:7(4)      | 0-1       |
| Одиночные матчи | 2. | Елица Костова                         | Рената Ворачова                      | 6:2 4:6 1:0(12) | 1-1       |
| Одиночные матчи | 3. | Маргит Рюйтель                        | Анастасия Екимова                    | 2:6 1:6         | 1-2       |
| Одиночные матчи | 4. | Йоанна Сакович-Костецка               | Кики Бертенс                         | 0:6 1:6         | 1-3       |
| Одиночные матчи | 5. | Вивье Вебер                           | Анна-Лена Грёнефельд                 | 3:6 4:6         | 1-4       |
| Одиночные матчи | 6. | Зина Шрайбер                          | Юстина Оцга                          | 1:6 2:6         | 1-5       |
| Парные матчи    | 1. | Агнеш Сатмари Иоанна Сакович-Костецка | Ализе Корне Анастасия Екимова        | 1:6 4:6         | 1-6 (0-1) |
| Парные матчи    | 2. | Нина Братчикова Зина Шрайбер          | Рената Ворачова Анна-Лена Грёнефельд | 5:7 3:6         | 1-6 (0-2) |
| Парные матчи    | 3. | Клаудиа Янс Вивьен Вебер              | Кики Бертенс Николь Тейссен          | 1:6 6:4 0:1(7)  | 1-7 (0-3) |

|                 |    | Vacono TC Radolfzell                  | TEC Waldau Stuttgart             | Счёт              | Итог      |
| --------------- | -- | ------------------------------------- | -------------------------------- | ----------------- | --------- |
| Одиночные матчи | 1. | Анжелика Кербер                       | Кристина Барруа                  | 6:3 6:4           | 1-0       |
| Одиночные матчи | 2. | Сибиль Баммер                         | Ивонн Мойсбургер                 | 6:7(5) 6:4 0:1(7) | 1-1       |
| Одиночные матчи | 3. | Эдина Галловиц-Холл                   | Энн Кремер                       | 4:6 6:4 0:1(7)    | 1-2       |
| Одиночные матчи | 4. | Катрин Вёрле                          | Корина Перкович                  | 2:6 6:7(7)        | 1-3       |
| Одиночные матчи | 5. | Татьяна Малек                         | Лина Станчюте                    | 0:6 2:6           | 1-4       |
| Одиночные матчи | 6. | Юлия Бейгельзимер                     | Ясмин Вёр                        | 6:1 6:0           | 2-4       |
| Парные матчи    | 1. | Анжелика Кербер Ленка Тварошкова      | Ивонн Мойсбургер Корина Перкович | 6:3 6:4           | 3-4 (1-0) |
| Парные матчи    | 2. | Эдина Галловиц-Холл Юлия Бейгельзимер | Кристина Барруа Ясмин Вёр        | 6:7(3) 2:6        | 3-5 (1-1) |
| Парные матчи    | 3. | Татьяна Малек Жанетта Гусарова        | Энн Кремер Лина Станчюте         | 6:0 7:5           | 4-5 (2-1) |

### 7-й день (10 июня2011)
|                 |    | TC Karlsruhe Rüppurr              | TEC Waldau Stuttgart             | Счёт           | Итог      |
| --------------- | -- | --------------------------------- | -------------------------------- | -------------- | --------- |
| Одиночные матчи | 1. | Луция Градецкая                   | Кристина Барруа                  | 6:3 7:6(9)     | 1-0       |
| Одиночные матчи | 2. | Штефани Фёгеле                    | Энн Кремер                       | 6:2 6:0        | 2-0       |
| Одиночные матчи | 3. | Мэнди Минелла                     | Корина Перкович                  | 4:6 6:4 1:0(2) | 3-0       |
| Одиночные матчи | 4. | Скарлетт Вернер                   | Лина Станчюте                    | 2:6 7:5 1:0(8) | 4-0       |
| Одиночные матчи | 5. | Штефани Герляйн                   | Ясмин Вёр                        | 3:6 4:6        | 4-1       |
| Одиночные матчи | 6. | Магда Михалаке                    | Анастасия Вагнер                 | 6:2 6:0        | 5-1       |
| Парные матчи    | 1. | Штефани Фёгеле Мэнди Минелла      | Кристина Барруа Ясмин Вёр        | Без игры       | 6-1 (1-0) |
| Парные матчи    | 2. | Маша Зец-Пешкирич Скарлетт Вернер | Энн Кремер Лина Станчюте         | 2:6 4:6        | 6-2 (1-1) |
| Парные матчи    | 3. | Штефани Герляйн Магда Михалаке    | Корина Перкович Анастасия Вагнер | 3:6 6:7(5)     | 6-3 (1-2) |

Волею календаря в последнем туре прошёл т. н. «золотой» матч. Для победы в турнире представителям Vacono требовалось не проиграть по сумме одиночных матчей и выиграть по сумме парных. Со своей задачей они благополучно справились, хотя результат везде был обеспечен лишь в последних матчах.
|                 |    | TC WattExtra Bocholt                            | Vacono TC Radolfzell                  | Счёт            | Итог      |
| --------------- | -- | ----------------------------------------------- | ------------------------------------- | --------------- | --------- |
| Одиночные матчи | 1. | Мария Хосе Мартинес Санчес                      | Анжелика Кербер                       | 6:3 3:6 0:1(4)  | 0-1       |
| Одиночные матчи | 2. | Барбора Заглавова-Стрыцова                      | Сибиль Баммер                         | 6:2 4:6 0:1(10) | 0-2       |
| Одиночные матчи | 3. | Ализе Корне                                     | Эдина Галловиц-Холл                   | 6:1 6:1         | 1-2       |
| Одиночные матчи | 4. | Рената Ворачова                                 | Зузана Кучова                         | 6:4 6:1         | 2-2       |
| Одиночные матчи | 5. | Анастасия Екимова                               | Катрин Вёрле                          | 3:6 7:5 1:0(10) | 3-2       |
| Одиночные матчи | 6. | Анна-Лена Грёнефельд                            | Юлия Бейгельзимер                     | 5:7 6:7(10)     | 3-3       |
| Парные матчи    | 1. | Барбора Заглавова-Стрыцова Рената Ворачова      | Эдина Галловиц-Холл Юлия Бейгельзимер | 6:2 6:0         | 4-3 (1-0) |
| Парные матчи    | 2. | Мария Хосе Мартинес Санчес Анна-Лена Грёнефельд | Анжелика Кербер Ленка Тварошкова      | 6:2 3:6 0:1(6)  | 4-4 (1-1) |
| Парные матчи    | 3. | Ализе Корне Анастасия Екимова                   | Татьяна Малек Жанетта Гусарова        | 3:6 6:7(5)      | 4-5 (1-2) |

|                 |    | TC Rot-Weiß Wahlstedt         | TC 1899 Blau Weiß Berlin            | Счёт           | Итог      |
| --------------- | -- | ----------------------------- | ----------------------------------- | -------------- | --------- |
| Одиночные матчи | 1. | Мона Бартель                  | Нина Братчикова                     | 6:3 6:2        | 1-0       |
| Одиночные матчи | 2. | Елена Богдан                  | Елица Костова                       | 1:6 6:2 1:0(5) | 2-0       |
| Одиночные матчи | 3. | Александра Каданцу            | Агнеш Сатмари                       | 6:4 6:4        | 3-0       |
| Одиночные матчи | 4. | Анна Шефер                    | Клаудиа Янс                         | 7:6(0) 6:1     | 4-0       |
| Одиночные матчи | 5. | Андрея-Кристина Миту          | Вивьен Вебер                        | 6:1 6:3        | 5-0       |
| Одиночные матчи | 6. | Лидия Штайнбах                | Зина Шрайбер                        | 7:5 6:0        | 6-0       |
| Парные матчи    | 1. | Мона Бартель Лидия Штайнбах   | Нина Братчикова Елица Костова       | 7:5 6:4        | 7-0 (1-0) |
| Парные матчи    | 2. | Сандра Мартинович Луиз Интерт | Агнеш Сатмари Маргит Рюйтель        | 6:2 7:6(0)     | 8-0 (2-0) |
| Парные матчи    | 3. | Юлия Паэтов Каролин Шмидт     | Йоанна Сакович-Костецка Клаудиа Янс | 3:6 6:4 0:1(2) | 8-1 (2-1) |

## Итоговая таблица[1]
|    | Команда                  | СВ | Очки | Матчи | Сеты  | Геймы   |
| -- | ------------------------ | -- | ---- | ----- | ----- | ------- |
| 1. | Vacono TC Radolfzell     | 6  | 10-2 | 41-13 | 87-34 | 583-387 |
| 2. | TC WattExtra Bocholt     | 6  | 10-2 | 39-15 | 86-39 | 583-388 |
| 3. | TEC Waldau Stuttgart     | 6  | 6-6  | 31-23 | 68-54 | 521-488 |
| 4. | TC ZWS Moers 08          | 6  | 6-6  | 25-29 | 63-64 | 530-507 |
| 5. | TC Rot-Weiß Wahlstedt    | 6  | 4-8  | 23-31 | 52-71 | 472-551 |
| 6. | TC Karlsruhe Rüppurr     | 6  | 4-8  | 19-35 | 46-77 | 420-537 |
| 7. | TC 1899 Blau Weiß Berlin | 6  | 2-10 | 11-43 | 28-91 | 353-604 |

СВ — сыграно матчевых встреч. 